# رئيس مجلس الأمن التابع للأمم المتحدة
رئيس مجلس الأمن التابع للأمم المتحدة هو رئيس بعثة الدولة العضو في مجلس الأمن إلى الأمم المتحدة الذي تتولى بلاده الرئاسة الدورية.

## الاختيار
تنص المادة 30 من ميثاق الأمم المتحدة على تخويل مجلس الأمن إقرار لائحة إجراءاته وطريقة اختيار رئيسه. قام مجلس الأمن بوضع القواعد التالية في اختيار رئيسه: يتم تداول الرئاسة شهرياً بين أعضاء مجلس الأمن. يتم إجراء التداول وفق الترتيب الأبجدي للدول الأعضاء وفق الاسم الرسمي للدول باللغة الإنجليزية. جميع أعضاء المجلس، بما فيهم الرئيس، يجب أن يقدموا أوراق اعتمادهم الصادرة عن رأس الدولة أو رئيس الحكومة أو وزير الخارجية للدول التي يتبعون إليها للأمين العام، يستثنى من ذلك تمثيل رأس الحكومة أو وزير الخارجية لدولته.

## التعريف
عادة ما يرأس المجلس المندوب الدائم للدولة التي تتولى الرئاسة، ولكن في حال حضور مسؤول رسمي ذو سلطة أعلى من المندوب الدائم (كوزير الخارجية، رئيس مجلس الوزراء، أو رئيس الدولة) للمجلس، عندها يرأس المجلس صاحب السلطة الأعلى. على سبيل المثال في شهر كانون الثاني / يناير 2000، عندما تولت الولايات المتحدة رئاسة مجلس الأمن، ترأس نائب رئيس الولايات المتحدة آل جور بعثة الولايات المتحدة إلى الأمم المتحدة لبضعة أيام. ونتيجة لذلك، كان آل جور رئيس مجلس الأمن حينها.

## المهام
تتضمن مهام رئيس مجلس الأمن الدعوة للاجتماعات،  الموافقة على جدول الأعمال المؤقت (المقترح من الأمين العام)، ترأس اجتماعات المجلس، والإشراف على أي أزمة. يحق للرئيس إصدار بيانات رئاسية (تخضع للتوافق في الآراء بين أعضاء المجلس)، وإدلاء البيانات الصحفية نيابة عن مجلس الأمن.